# Список зарубежных поездок президента Саргсяна
Ниже представлен список официальных зарубежных визитов Сержа Саргсяна, 3-го президента Армении. Во время своего президентства с 2008 по 2018 год Саргсян побывал в ряде государств на международном уровне.

## 2008
- Румыния, 3 марта. Рабочий визит в Румынию.[источник не указан 1189 дней]
- Россия, 5—7 июня. Рабочий визит в Россию[1].
- Россия, 23—25 июня. Официальный визит в Россию[2].
- Казахстан, 5—6 июля. Рабочий визит в Казахстан.[источник не указан 1189 дней]
- Украина, 28—29 июля. Рабочий визит в Ялта, Украина.[источник не указан 1189 дней]
- Китай, 8—13 августа. Рабочий визит в Китай, на открытие лётный Олимпийский играх.[источник не указан 1189 дней]
- Россия, 2 сентября. Рабочий визит в Сочи.[источник не указан 1189 дней]
- Россия, 5 сентября. Рабочий визит в Москву.[источник не указан 1189 дней]
- США, 23—26 сентября. Рабочий визит в Нью Йорк, США.[источник не указан 1189 дней]
- Грузия, 30 сентября — 1 октября. Официальный визит в Грузию.[источник не указан 1189 дней]
- Кыргызстан, 9—10 октября. Рабочий визит в Кыргызстан.[источник не указан 1189 дней]
- Россия, 2 ноября. Рабочий визит в Россию.[источник не указан 1189 дней]
- Бельгия, 4—6 ноября. Рабочий визит в Бельгию.[источник не указан 1189 дней]
- Франция, 4—5 ноября. Рабочий визит во Францию.[источник не указан 1189 дней]
- Болгария, 10—12 декабря. Официальный визит в Болгарию.[источник не указан 1189 дней]
- Казахстан, 19—21 декабря. Рабочий визит в Казахстан.[источник не указан 1189 дней]

## 2009
- Россия, 17—18 января. Рабочий визит в Россию
- Швейцария, 21 января — 1 февраля. Рабочий визит в Швейцарию.
- Россия, 4 февраля. Рабочий визит в Россию.
- Германия, 6—8 февраля. Рабочий визит в Германию.
- Иран, 13—14 апреля. Официальный визит в Иран.
- Россия, 23 апреля. Рабочий визит в Москву, Россия.
- Чехия, 7—8 мая. Рабочий визит в Чехию.
- Россия, 6 июня. Рабочий визит в Санкт Петербург, Россия.
- Россия, 14 июня. Рабочий визит в Москву, Россия.
- Россия, 17—18 июля. Рабочий визит в Москву, Россия.
- Кыргызстан, 31 июля. Рабочий визит в Кыргызстан.
- Россия, 2—3 августа. Рабочий визит в Оренбург.
- Хорватия, 7—8 сентября. Официальный визит в Хорватию.
- Молдова, 8—9 октября. Рабочий визит в Молдавию.
- Россия, 12 октября. Рабочий визит в Москву, Россия.
- Турция, 14—15 октября. Рабочий визит в Бурсу.
- Казахстан, 15—16 октября. Рабочий визит в Астану.
- Россия, 24—15 октября. Рабочий визит в Москву, Россия.
- Кувейт, 3—4 ноября. Официальный визит в Кувейт.
- Венгрия, 8—10 ноября. Официальный визит в Венгрию.
- Россия, 10—11 ноября. Рабочий визит в Калининград.
- Германия, 22—24 ноября. Рабочий визит в Мюнхен, Германия.
- Беларусь, 26—27 ноября. Рабочий визит в Белоруссию.
- Казахстан, 18—21 декабря. Рабочий визит в Казахстан.

## 2010
- Россия, 18 января. Рабочий визит в Москву.
- Великобритания, 9—11 февраля. Рабочий визит в Великобританию.
- Украина, 25 февраля. Рабочий визит на Украину.
- Грузия, 27—28 февраля. Частный визит в Грузию.
- Франция, 9—11 марта. Официальный визит во Францию.
- Сирия, 22—24 марта. Официальный визит в Сирию.
- США, 11—13 апреля. Рабочий визит в США.
- Россия, 20—21 апреля. Рабочий визит в Москву, Россия.
- Китай, 29 апреля — 3 мая. Рабочий визит в Китай.
- Россия, 8—9 мая. Рабочий визит в Москву, Россия.
- Бельгия, 25—27 мая. Рабочий визит в Бельгию.
- Россия, 1—2 июня. Рабочий визит в Ростов на Дону, Россия.
- Россия, 17—19 июня. Рабочий визит в Санкт Петербург, Россия.
- Германия, 21—23 июня. Официальный визит в Германию.
- Казахстан, 4—6 июля. Рабочий визит в Астана, Казахстан.
- Украина, 10—11 июля. Рабочий визит на Украину.
- Россия, 27 октября. Рабочий визит в Астрахань, Россия.
- Россия, 16—18 ноября. Рабочий визит в Россию.
- Туркменистан, 24—25 ноября. Официальный визит в Туркменистан.
- Казахстан, 30 ноября — 2 декабря. Рабочий визит в Казахстан.
- Россия, 9—10 декабря. Рабочий визит в Россию.

## 2011
- Кипр, 17—18 января. Государственный визит в Кипр.[источник не указан 1189 дней]
- Греция, 18—20 января. Государственный визит в Грецию.[источник не указан 1189 дней]
- Германия, 4—5 февраля. Рабочий визит в Германию.[источник не указан 1189 дней]
- Россия, 25 февраля. Рабочий визит в Россию.[источник не указан 1189 дней]
- Россия, 5 марта. Рабочий визит в Сочи, Россия.[источник не указан 1189 дней]
- Латвия, 9—10 марта. Официальный визит в Латвию.[источник не указан 1189 дней]
- Иран, 27 марта. Рабочий визит в Иран.[источник не указан 1189 дней]
- Сербия, 4—5 апреля. Официальный визит в Сербию.[источник не указан 1189 дней]
- Словения, 13—14 апреля. Официальный визит в Словению.[источник не указан 1189 дней]
- Швейцария, 2—3 мая. Официальный визит в Швейцарию.[источник не указан 1189 дней]
- Италия, 1—3 июня. Рабочий визит в Италию[3].
- Франция, 21—22 июня. Рабочий визит в Страсбург, Франция.
- Россия, 24—25 июня. Визит в Казань, Россия[4].
- Украина, 1—2 июля. Официальный визит на Украину.[источник не указан 1189 дней]
- Кипр, 11 августа. Рабочий визит в Кипр.[источник не указан 1189 дней]
- Казахстан, 12 августа. Рабочий визит в Казахстан.[источник не указан 1189 дней]
- Таджикистан, 2—3 сентября. Рабочий визит в Таджикистан.[источник не указан 1189 дней]
- США, 22—26 сентября. Рабочий визит в США.[источник не указан 1189 дней]
- Франция, 27—29 сентября. Официальный визит во Францию.[источник не указан 1189 дней]
- Польша, 29—30 сентября. Рабочий визит в Польша.[источник не указан 1189 дней]
- Россия, 23—25 октября. Государственный визит в Россию.[источник не указан 1189 дней]
- Грузия, 29—30 ноября. Официальный визит в Грузию.[источник не указан 1189 дней]
- Франция, 7 декабря. Рабочий визит во Францию.[источник не указан 1189 дней]
- Италия, 12 декабря. Рабочий визит в Италию.[источник не указан 1189 дней]
- Ватикан, 12 декабря. Рабочий визит в Ватикан.[источник не указан 1189 дней]
- Россия, 19—20 декабря. Рабочий визит в Россию.[источник не указан 1189 дней]

## 2012
- Россия, 23 января. Рабочий визит в Сочи, Россия.
- Бельгия, 5-7 марта. Рабочий визит в Бельгию.
- Россия, 19—20 марта. Рабочий визит в Россию.
- Республика Корея, 25—27 марта. Рабочий визит в Южную Корею.
- Сингапур, 27—29 марта. Государственный визит в Сингапур.
- Россия, 15—16 мая. Рабочий визит в Россию.
- Япония, 5—7 июня. Официальный визит в Японию.
- Вьетнам, 8 июня. Официальный визит во Вьетнам.
- Бельгия, 27—28 июня Рабочий визит в Бельгию.
- Украина, 1—2 июля. Рабочий визит на Украину.
- Великобритания, 27—31 июля. Рабочий визит в Великобританию.
- Россия, 7—8 августа. Рабочий визит в Россию.
- Румыния, 17—18 октября. Рабочий визит в Румынию.
- Франция, 11—14 ноября. Официальный визит во Францию
- Ливан, 26—28 ноября. Официальный визит в Ливан.
- Туркменистан, 4—5 декабря. Рабочий визит в Туркменистан.
- Россия, 18—20 декабря. Рабочий визит в Россию.

## 2013
- Россия, 11—12 марта. Рабочий визит в Россию.
- Бельгия, 14 марта. Рабочий визит в Бельгию.
- Ватикан, 18—19 марта. Визит в Ватикан.
- Австрия, 20 июня. Рабочий визит в Австрию.
- Польша, 24—26 июня. Официальный визит в Польша.
- Молдова, 11 июля. Рабочий визит в Молдавию.
- Иран, 4—5 августа. Рабочий визит в Иран.
- Россия, 3 сентября. Рабочий визит в Россию.
- Россия, 16—18 сентября. Визит в Россию.
- Россия, 23 сентября. Рабочий визит в Сочи, Россия.
- Франция, 30 сентября — 2 октября. Рабочий визит во Францию.
- Беларусь, 24—25 октября. Рабочий визит в Белоруссию.
- Австрия, 18—19 ноября. Рабочий визит в Австрию.
- Литва, 28—29 ноября. Рабочий визит в Литву.
- Россия, 23—24 декабря. Рабочий визит в Россию.

## 2014
- Чехия, 29—31 января. Государственный визит в Чехию.
- Ирландия, 6—7 марта. Рабочий визит в Ирландию.
- Нидерланды, 23—25 марта. Рабочий визит в Нидерланды.
- Туркменистан, 7-9 апреля. Официальный визит в Туркменистан.
- Чехия, 24—25 апреля. Рабочий визит в Чехию.
- Россия, 7—8 мая. Рабочий визит в Россию.
- Казахстан, 28—29 мая. Рабочий визит в Казахстан.
- Австрия, 10—12 июня. Официальный визит в Австрию.
- Грузия, 18—19 июня. Официальный визит в Грузию.
- Аргентина, 7—8 июля. Официальный визит в Аргентину.
- Уругвай, 9—10 июля. Государственный визит в Уругвай.
- Чили, 11—12 июля. Официальный визит в Чили.
- Россия, 8—10 августа. Рабочий визит в Россию.
- Великобритания, 3—5 сентября. Рабочий визит в Великобританию.
- Ватикан, 18—19 сентября. Официальный визит в Ватикан.
- США, 23—27 сентября. Рабочий визит в США.
- Беларусь, 9—10 октября. Рабочий визит в Белоруссию.
- Франция, 26—28 октября. Рабочий визит во Францию.
- Иордания, 29—31 октября. Официальный визит в Иорданию.
- Бельгия, 12 декабря. Рабочий визит в Бельгию.
- Россия, 22—24 декабря. Рабочий визит в Россию.

## 2015
- Бельгия, 18—20 марта. Рабочий визит в Бельгию.[источник не указан 1189 дней]
- Китай, 24—29 марта. Государственный визит в Китай.[источник не указан 1189 дней]
- Италия, 8—11 апреля. Официальный визит в Италию.[источник не указан 1189 дней]
- Ватикан, 12 апреля. Визит в Ватикан.[источник не указан 1189 дней]
- США, 5—7 мая. Рабочий визит в США.[источник не указан 1189 дней]
- Россия, 8—9 мая. Рабочий визит в Россию[5].
- Латвия, 21 мая. Рабочий визит в Латвию.[источник не указан 1189 дней]
- Франция, 5—7 июня. Рабочий визит во Францию.[источник не указан 1189 дней]
- Бельгия, 25 июня. Рабочий визит в Бельгию.[источник не указан 1189 дней]
- Россия, 9—10 июля Рабочий визит в Россию.[источник не указан 1189 дней]
- Таджикистан, 14—15 сентября Рабочий визит в Таджикистан.[источник не указан 1189 дней]
- США, 28 сентября — 1 октября. Рабочий визит в США.[источник не указан 1189 дней]
- Казахстан, 16 октября. Рабочий визит в Казахстан.[источник не указан 1189 дней]
- Испания, 21 октября. Рабочий визит в Испанию.[источник не указан 1189 дней]
- Великобритания, 27—29 октября. Рабочий визит в Великобританию.[источник не указан 1189 дней]
- Грузия, 30—31 октября. Рабочий визит в Грузию.[источник не указан 1189 дней]
- Франция, 30 ноября. Рабочий визит во Францию.[источник не указан 1189 дней]
- Швейцария, 18—19 декабря. Рабочий визит в Швейцарию.[источник не указан 1189 дней]
- Россия, 20-21 декабря. Рабочий визит в Россию.[источник не указан 1189 дней]

## 2016
- Россия, 10 марта. Рабочий визит в Москву.
- Греция, 14—15 марта. Государственный визит.
- Кипр, 15—16 Марта. Государственный визит.
- Бельгия, 16—17 марта. Рабочий визит.
- США, 28 марта — 1 апреля. Рабочий визит.
- Германия, 5—7 апреля. Официальный визит.
- Австрия, 16 мая Рабочий визит.
- Люксембург, 30 мая. Рабочий визит.
- Казахстан, 31 мая. Рабочий визит.
- Россия, 20 июня. Рабочий визит.
- Польша, 7—8 июля. Рабочий визит.
- Россия, 10 августа. Рабочий визит в Москву.
- Бразилия, 11—15 августа. Рабочий визит.
- Кыргызстан, 16—17 сентября. Рабочий визит в Бишкек.
- США, 10 октября. Рабочий визит в Нью-Йорк.
- Нидерланды, 19—20 октября. Рабочий визит в Амстердам.
- ОАЭ, 9—10 ноября. Официальный визит.
- Россия, 26 декабря. Рабочий визит в Санкт-Петербург.

## 2017
- Россия, 14—15 марта. Официальный визит.
- ОАЭ, 21—22 марта. Рабочий визит.
- Мальта, 29—30 марта. Рабочий визит.
- Кыргызстан, 13—14 апреля. Рабочий визит.
- Катар, 15—16 мая. Официальный визит.
- Казахстан 9—10 июня. Участие в церемонии открытия Экспо 2017.
- Бельгия, 21—22 июня. Принял участие в саммите Европейской народной партии.
- Иран, 5—6 августа. Принял участие в официальной церемонии инаугурации Хасана Рухани.
- Россия, 23 августа. Рабочий визит.
- Туркменистан, 17 сентября. Участвовал в церемонии открытия 5-й Азиатской игры.
- США, 19 сентября. Участие в Генеральной Ассамблее ООН.
- Россия, 10 октября. Принял участие в заседании Совета глав государств СНГ.
- Швейцария,16 октября. Принял участие в переговорах с Ильхамом Алиевым.
- Индия, 3—4 ноября. Рабочий визит.
- Россия, 15 ноября. Рабочий визит.
- Бельгия, 23—24 ноября. Рабочий визит.
- Беларусь, 30 ноября. Принял участие в запланированном заседании Совета коллективной безопасности Организации Договора о коллективной безопасности.
- Грузия, 25—26 декабря. Официальный Визит
- Россия, 26—27 декабря. Приняла участие в заседании Совета глав государств СНГ.

## 2018
- Франция, 22—24 января. Рабочий визит[6].
- Германия, 17—18 февраля. Присутствовал на Мюнхенская конференция по безопасности.[источник не указан 1189 дней]
- Германия, 9—10 Марта. Присутствовал на Чемпионат мира по шахматам.[источник не указан 1189 дней]
- Италия, 4—6 апреля. Официальный визит в Италию[7].
- Ватикан, 4—6 апреля. Визит в Ватикан.[источник не указан 1189 дней]